# Villavicencio
Villavicencio là một khu tự quản thuộc tỉnh Meta, Colombia. Thủ phủ của khu tự quản Villavicencio đóng tại Villavicencio Khu tự quản Villavicencio có diện tích 3713 ki lô mét vuông. Đến thời điểm ngày 28 tháng 5 năm 2005, khu tự quản Villavicencio có dân số 253780 người.